# IC 418
IC 418 es una nebulosa planetaria en la constelación de Lepus, la Liebre, distante unos 2000 años luz de la Tierra. Se la conoce también con el nombre de nebulosa del Espirógrafo, ya que su forma recuerda los dibujos geométricos que se realizan con un espirógrafo, instrumento que sirve para dibujar trocoides.
La imagen de la nebulosa obtenida con el telescopio espacial Hubble permite diferenciar la emisión de nitrógeno ionizado —el gas más alejado del núcleo y el menos caliente—, la emisión de hidrógeno —en la parte intermedia—, y la emisión de oxígeno ionizado —el gas más caliente y el más cercano al núcleo—.
En el centro de la nebulosa se encuentra una estrella en las etapas finales de su evolución estelar, la cual, hasta hace unos pocos miles de años, era una gigante roja. Expulsó sus capas exteriores al espacio formando la nebulosa, cuyo diámetro actual es de 0,3 años luz.  El remanente estelar que hoy vemos es el núcleo de la estrella, que emite radiación ultravioleta provocando  la fluorescencia del gas que le rodea. Con el transcurso del tiempo la nebulosa se irá dispersando en el espacio, quedando en lo que fue su centro una enana blanca, que lentamente se irá enfriando.